# Phausis reticulata
Phausis reticulata — вид жуків-світляків, поширений на території західної та центральної частини США.

## Поширення
Населяє західну та центральну частини США, звичайний в південних Аппалачах і може зустрічатися у Національному парку Грейт-Смокі-Маунтінс, також можна зустріти у DuPont State Forest та Pisgah National Forest.